# Sacai

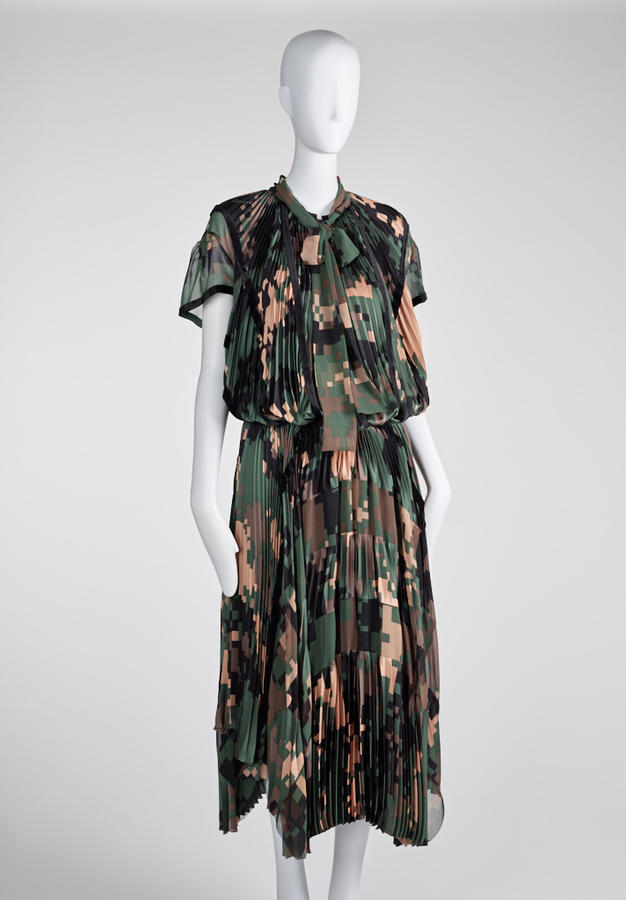
Robe deux pièces de Chitose Abe en soie imprimée plissée, pour la collection automne-hiver 2017 de Sacai.

Sacai est une marque de mode japonaise fondé par Chitose Abe (née Chitose Sakai) en 1999. Le magazine Vogue a décrit la marque comme une influence pour ce qui concerne la dichotomie entre les vêtements décontractés et ceux habillés.

## L'histoire
Chitose Abe a grandi dans la préfecture de Gifu au Japon. Petite, elle confectionnait des vêtements pour poupées. Sa mère était une couturière.  Abe a travaillé comme modéliste chez Comme des Garçons, puis avec Junya Watanabe,. 
En 2016, Sacai a travaillé avec la créatrice de bijoux danoise Sophie Bille Brahe pour une collection capsule de bijoux. 
En 2017, Sacai a collaboré avec The North Face. 
En 2015 elle travaille avec 2018 Nike pour la collection NikeLab x sacai, puis de nouveau en 2018. 
En 2019, Sacai a collaboré avec Beats Electronics et Apple Inc. pour le numéro en vedette du casque BeatsX. L'année suivante, il est annoncé qu'elle prend la responsabilité de la collection haute couture de Jean Paul Gaultier pour une saison,.